# مارك ياردلي
مارك ياردلي (بالإنجليزية: Mark Yardley)‏ هو لاعب كرة قدم بريطاني، ولد في 14 سبتمبر 1969 في ليفينغستون في المملكة المتحدة. لعب مع نادي ألبيون روفرز ونادي إيست فيف ونادي سانت ميرين ونادي كاودينبيث لكرة القدم.

## وصلات خارجية
- مارك ياردلي على موقع Soccerbase.com (لاعب) (الإنجليزية)